# Guigues VII de Viennois
Pour les articles homonymes, voir Viennois (homonymie) et Guigues.
Guigues VII de Viennois, né vers 1225 ou 1229 et mort en 1269, dauphin de Viennois, comte de Vienne, comte d'Albon, de Grenoble, d'Oisans, de Briançon, d'Embrun et de Gap de 1237 à 1269, fils d'André Dauphin de Bourgogne, dauphin de Viennois, et de Béatrice de Montferrat.

## Biographie

### Origines
La date de naissance de Guigues de Viennois n'est pas précisément connue. Le site MedLands donne l'année 1225. D'après le Regeste dauphinois (1913), il pourrait s'agir de l'année 1229. Il est le fils d'André de Bourgogne, dauphin de Viennois, plus connu sous le nom de Guigues VI, et de son épouse Béatrice de Montferrat, fille de Guillaume VI, marquis de Montferrat, et de Berte de Clavesana. Il a, selon le site MedLands, pour frère Jean (1227-1239) et de la premières union de son père, deux demi-sœurs.

### Accession au trône
À la mort de son père, en 1237, Guigues, mineur, hérite des titres de comte d'Albon, Dauphin, comte de Gap et d'Embrun, tout en étant sous la régence de sa mère.
Vers le début de l'année 1240, Guigues est fiancé à Cécile des Baux, fille de Barral Ier, seigneur des Baux,. Guigues avait été capturé par le seigneur des Baux, en Provence, et lui promet de le libérer en échange d'un mariage avec sa fille. Peu de temps après, sa libération, le Dauphin fait appel à l'archevêque de Vienne, Jean de Bernin, pour un nouveau projet d'union avec la fille du comte de Provence. Il souhaite faire annuler ses premières fiançailles. La promise est Sancie/Sancha de Provence, fille de Raimond-Bérenger IV, comte de Provence et de Forcalquier, et de Béatrice de Savoie,. L'évêque de Grenoble est chargé de faire une enquête afin d'aboutir à la rupture des fiançailles avec Cécile des Baux. Le premier contrat n'est abrogé qu'en 1261, le second en juin 1240.
Face à l'échec de ces unions avec la Provence, la maison de Savoie cherche à créer une union avec leur voisin dauphinois. Le 3 ou 4 décembre 1241,, au château de Châtillon, Aymon II, seigneur de Faucigny, promet au dauphin Guigues, comte de Viennois et d'Albon, de lui donner pour épouse Béatrix, enfant de sa fille Agnès de Faucigny, héritière du Faucigny, et de Pierre de Savoie (1203-1268), futur comte (1263) ; lui et Pierre de Savoie le feront leur héritier de la terre de Faucigny s'ils meurent sans postérité mâle,,.
En 1243, à l'âge de 14 ans, à sa majorité, il prête hommage à Jean de Bernin, archevêque de Vienne,, tout comme son père avant lui en 1223.
Il accorde avec l'évêque Pierre II aux habitants de Grenoble une charte des libertés, en juin 1242, à laquelle l'évêque participe à la rédaction,. L'historien Auguste Prudhomme considère qu'il s'agit du « point de départ du régime municipal » de Grenoble. Le 1er août 1244, les deux mêmes rédigent une nouvelle charte pour la ville, reprenant les articles de leurs prédécesseurs en 1226 et quelques-uns de celle de 1242,.
En 1249, il obtient de l'empereur Frédéric II les alleux sur les comtés d'Albon de Grésivaudan et de Viennois,.
Guigues VII est à l'origine de trois enquêtes — les Probus — sur ces États en 1250, en 1260 et en 1265. Ces documents permettent la connaissance de ses droits, ainsi que ses possessions.

### Conflit avec la Provence
Il eut de grandes contestations avec Charles d'Anjou, comte de Provence, au sujet des comtés de Gap et d'Embrun. En effet, ces deux comtés constituaient la dot de Béatrice de Sabran-Forcalquier, première épouse de Guigues VI -André, son père. Guigues VI avait répudié sa première femme (pour motif de consanguinité) et avait conservé les comtés, qu'il avait transmis à son fils, issu d'un second mariage. Et évidemment, Charles d'Anjou, héritier des comtes de Forcalquier, lui demanda le retour des comtés. Ils finirent par conclure un arrangement, Charles obtenant Gap et Guigues conservant Embrun.
Un acte du Regeste dauphinois à Riez, le 18 juillet 1257, promet à la suite d'un accord à Charles Ier d'Anjou, fils du roi de France Louis VIII, comte d'Anjou, de Provence et de Forcalquier  ainsi qu'à son épouse Béatrix de Provence, au cas où le dauphin Guigues VII, comte d'Albon et de Vienne mourrait sans enfants légitimes, toute sa terre du Gapençais dans le comté de Forcalquier.
Le 18 novembre 1260, Charles Ier d'Anjou indique à Henri de Suse, archevêque d'Embrun : il a compris que celui-ci poursuit devant des juges délégués le dauphin Guigues, comte de Vienne et d'Albon, au sujet de biens tenus de son fief; il le prie de s'abstenir de toute vexation, s'il ne veut lui beaucoup déplaire.

### Acquisitions
Vers le 17 avril 1251, Osaseiche, seigneur de la Roche-des-Arnauds et de la Rochette, et son fils Arnaud donnent au dauphin Guigues, comte de Vienne et d'Albon, le fief du château et mandement de Montclus, que le prince leur inféode en fief rendable.
Le 15 novembre 1260, Albert IV de La Tour donne au dauphin Guigues les fiefs de Morêtel, de Virieu et le tiers du château de Clermont avec leurs reconnaissances, et le dauphin les lui rend en fief.
Le 16 mai 1263, Guigues de la Rochette vend à Guigues, dauphin de Viennois, tout ce qu'il possédait dans la vallée d'Allevard, fiefs, cens, domaine et possessions, et tout ce qu'on tenait de lui.
L'événement marquant pour la ville de Grenoble, au cours de son règne, se déroule le 19 novembre 1267, date où il achète une tour de l'enceinte romaine attenante à l'hôtel d'un notable de la ville, Guillaume Chaunais. L'acte signé au château de Cornillon scelle la création du palais delphinal, bientôt connu sous le nom d'hôtel de la Trésorerie, et futur emplacement de l'Hôtel de Lesdiguières, lieu du pouvoir politique de la ville et du Dauphiné durant les 7 siècles suivants.

### Mort et succession
Le 3 ou 7 juin 1267 le dauphin Guigues, comte de Vienne et d'Albon institue par testament pour héritier universel son fils Jean et dote ses filles Anne et Catherine. Si son fils Jean vient à mourir, à défaut de mâles, sa fille Anne lui succédera et, à défaut d'héritiers, Hugues IV, duc de Bourgogne. Il élit sépulture dans le cimetière de Prémol. Son épouse Béatrice de Faucigny sera tutrice de ses enfants et régente du Dauphiné, en usant des conseils de Hugues, duc de Bourgogne ; si elle se remarie ou entre en religion, la tutelle et la régence reviendront au duc.
Guigues VII meurt en meurt en août 1269. Il est inhumé dans la Chartreuse de Prémol (à Vaulnaveys-le-Haut, près d'Uriage), fondée par sa mère Béatrice de Montferrat en 1234.

## Union et postérité

### Mariage
Guigues de Viennois épouse avant le 22 avril 1253 Béatrice de Faucigny (1234/1237-1310) (appelée aussi Béatrice de Savoie), fille du futur comte de Savoie Pierre II et d'Agnès de Faucigny. L'acte du Regeste genevois repris par le Regeste dauphinois est cité tel quel :« Béatrix, comtesse de Viennois et d'Albon, accorde des lettres de garde et protection pour toutes les possessions meubles et immeubles, situées entre Avalon et Grenoble, qui ont été constituées en dot (douaire) par feu son oncle Guillaume, comte de Genevois, à Alix, veuve du dit comte»,,. En alinéa, Johann Ludwig Wurstemberger, note « que la comtesse de Viennois mentionnée ici est fille de Pierre de Savoie et d'Agnès de Faucigny, par conséquent petite-fille par son père de Béatrix de Genève; elle appelle Guillaume II son oncle, pour grand-oncle ». Béatrice lui apporte en dot le Faucigny, une terre éloignée du Dauphiné et menaçante pour la Savoie, l'ennemi héréditaire. Un certain nombre de futurs conflits entre les deux voisins auront pour objet cette terre. Le mariage est reconnu par l'autorité apostolique le 10 mai 1261.
Guigues décède entre août et novembre 1269, et est inhumé à Prémol.
Béatrice de Faucigny se remarie le 2 avril 1273 avec Gaston VII de Baugé, dernier vicomte de Béarn (1225-26 avril 1290) ; ce couple n'eut pas de fils.

### Descendance
Guigues et Béatrice eurent trois enfants :
- Jean Ier (1264-1282), dauphin de Viennois, comte d'Albon ;
- Anne, décédée en 1302/1303[28], dauphine de Viennois et comtesse d'Albon, fiancée le 31 août 1273 et mariée le 1er septembre 1273[29],[30],[31] à Humbert de la Tour du Pin (vers 1240-1307) ;
- Catherine citée au testament de son père en juin 1267[31], décédée après le 28 septembre 1285[32].

Guigues eut selon Nicolas Chorier avant son mariage une fille naturelle de mère non connue, citée comme telle dans le Regeste dauphinois, nommée Béatrix, et qui épousa en 1258 Guigues II de Bérenger, seigneur de Morges, fils de Raymond Bérenger.